# 마키 다이스케
MAKIDAI (본명 : 眞木大輔, 마키 다이스케)는 일본의 그룹 EXILE의 멤버이자 퍼포머다. 가나가와현 요코하마시 출신. 1975년 10월 27일생.

## 내역
- 중학교3학년 때 문화제에서 춤을 추면서 댄스에 눈을 뜬다. 1996년, MATSU와 함께 “BABY NAIL”을 결성, 미국의 뉴욕으로 유학을 가면서 댄스 수양을 쌓는다. 브레이크 댄스계를 자랑으로 여기며, MISIA의 백댄서로 무대에 올랐고 “包み込むように～”(감싸안듯이)의 PV에 댄서로 출연했다.
- 또 1998년, 댄스팀 “Hip Hop Junkeez”를 결성, 1999년, “J Soul Brothers”에 가입해 현재에 이른다.
- 2004년에는 본명으로 드라마 《ホットマン2:핫 맨 2》에 출연했고, 2007년 3월에 영화 《渋谷区円山町》(시부야 구 마루야마 쵸)의 주연을 맡았다. 또 2005년에는 멤버인 USA와 함께 RATHER UNIQUE를 결성해, MC겸 리더를 맡는다. 현재는 여러버라이어티 프로그램에 본명으로 가끔 출연하고 있다. 2005년부터는 J-WAVE의 라디오 프로그램인 《OH!MY レディオ:OH!MY 레디오》의 월요일 담당을 맡고 있다.
- 멤버중에서 가장 솔로활동이 많다.
- 안토니오 이노키의 모노마네를 자랑으로 여기고 있다.

## 작품

### 드라마
- 핫 맨 (후지 TV, 2004)